# 慕獅女孩
慕獅女孩為臺灣男子職業籃球台灣職業籃球大聯盟新竹御嵿攻城獅的專屬啦啦隊，目前成員有14人。

## 簡史
新竹攻城獅新加入P. LEAGUE+，因此一併成立專屬啦啦隊「慕獅女孩(Muse Girls)」。
啦啦隊隊名的由來是取自希臘神話中代表女神含義的「缪斯(Muse)」，並結合球隊名稱「獅」，兩者合而為「Muse Girls(慕獅女孩)」。
2021年舉辦第二屆慕獅女孩徵選，由亞洲最大串流娛樂社群平台17LIVE冠名贊助。球團將以「女子團體」為主要目標打造團隊，將規劃更完善的培訓課程與周邊商品。2022年舉行第三屆慕獅女孩徵選，並首次選出練習生一位。球團本季以「初戀系甜美女孩」為主要目標打造團隊。2023年舉辦第四屆慕獅女孩徵選。

## 歷任團長及編舞老師
| 屆數 | 團長 | 編舞老師 | 備註                                                    |
| ---- | ---- | -------- | ------------------------------------------------------- |
| 1    | Amis | 一鳳老師 | 團長為中華職棒味全龍專屬啦啦隊Dragon Beauties總教練     |
| 2-4  | Endo | YoYo     | 團長為中華職棒統一獅專屬啦啦隊Uni Girls指導老師與負責人 |

## 成員簡介

### 現役成員
| 名稱       | 本名   | 出生月日 | 背號 | 備註 | 來源                                 |
| ---------- | ------ | -------- | ---- | --- | ------------------------------------ |
| 2020年加入 |        |          |      | |                                      |
| 霖霖       | 李芷霖 | 1月5日   | 00   | 輔仁大學體育學系畢業，新竹市光復中學畢業。競技啦啦隊國手，曾獲得2018年FISU世界大賽啦啦隊錦標賽季軍。曾為中華職棒樂天桃猿啦啦隊樂天女孩練習生，現同步為中華職棒味全龍啦啦隊Dragon Beauties成員。2026年世界棒球經典賽資格賽啦啦隊CT AMAZE成員。                                                                 | [ 15 ] [ 16 ] [ 17 ] [ 註 3 ] [ 18 ] |
| 一七       | 林怡青 | 4月22日  | 17   | 弘光科技大學資訊管理系畢業，國立華南高商畢業。2020年同步加入Lcg Entertainment旗下女子團體L.C.G.勵齊女孩台中隊成員。現同步為中華職棒統一7-ELEVEn獅啦啦隊Uni Girls成員。 |                                      |
| 2021年加入 |        |          |      | |                                      |
| 侯芳       | 侯芳   | 5月9日   | 59   | 雲林科技大學機械工程系。女團「Girls Together」成員。現同步為中華職棒統一7-ELEVEn獅啦啦隊Uni Girls成員。2026年世界棒球經典賽資格賽啦啦隊CT AMAZE成員。 | [ 19 ]                               |
| 2022年加入 |        |          |      | |                                      |
| 小映       | 廖映慈 | 12月7日  | 12   | 南港高中畢業，世新大學傳播管理學系畢業。專長為啦啦隊及甩繩螢光棒。2020年曾錄取空服員，但因為疫情的緣故，選擇放棄。現同步為中華職棒味全龍啦啦隊Dragon Beauties小龍女成員。2024年世界棒球12強賽啦啦隊CT AMAZE成員。2026年世界棒球經典賽資格賽啦啦隊CT AMAZE成員。2025年亞洲盃資格賽啦啦隊成員。                 | [ 20 ]                               |
| 2023年加入 |        |          |      | |                                      |
| 口水       | 吳宜芳 | 1月8日   | 18   | 中國文化大學中國戲劇學系。曾使用藝名「Chris」。曾是伊林璀璨之星6、演藝組亞軍，因為學業放棄進入演藝圈的機會，正職是運動品牌銷售員。現同步為中華職棒味全龍啦啦隊Dragon Beauties小龍女成員。2026年世界棒球經典賽資格賽啦啦隊CT AMAZE成員。                                                                       | [ 21 ] [ 22 ]                        |
| Joy        | 李佳穎 | 5月21日  | 91   | 黎明技術學院表演藝術系舞蹈組。2021年曾為T1聯盟台灣啤酒英熊專屬啦啦隊小調啤成員。現同步為中華職棒統一7-ELEVEn獅啦啦隊Uni Girls成員。2024年世界棒球12強賽啦啦隊CT AMAZE成員。2026年世界棒球經典賽資格賽啦啦隊CT AMAZE成員。2025年亞洲盃資格賽啦啦隊成員。                                                       |                                      |
| 張愛       | 張愛   | 10月24日 | 32   | 曾使用過舊名「張馨瑜」。世新大學傳播管理學系畢業，曾參與《聲林之王》演出，亦曾參與學生製片戲劇《奇怪的唇》、《逆流》等演出。2024年世界棒球12強賽啦啦隊Premier 12 STARS成員。 | [ 註 4 ] [ 註 5 ]                    |
| 子         | 袁子   | 5月7日   | 99   | 前AKB48 Team TP正式生。現所屬經紀公司為伊林娛樂。2024年世界棒球12強賽啦啦隊Premier 12 STARS成員。 | [ 23 ] [ 24 ] [ 25 ] [ 註 6 ]        |
| 詩雅       | 陳詩雅 | 4月24日  | 44   | 前AKB48 Team TP初代隊長兼小組分隊「Unit Daisy」組長，現為「好言娛樂」旗下藝人。現同步中華職棒味全龍啦啦隊DragonBeauties小龍女成員。 |                                      |
| 2024年加入 |        |          |      | |                                      |
| 安琪       |        | 1月23日  | 7    | |                                      |
| 艾融       | 林佩姍 | 4月13日  | 23   | 國立臺北大學企管系畢。過去曾使用過藝名小咪，2017年起藝名變更為「林珮珊」，2020年起藝名再變更為「林艾融」。前LamiGirls啦啦隊員，2019年成軍時加入味全龍專屬啦啦隊Dragon Beauties，2020年春訓前因個人生涯規劃離開離隊，並以MC的身份回鍋中華職棒樂天桃猿隊，2023年-2024年曾為T1聯盟台啤永豐雲豹專屬啦啦隊電豹女。 |                                      |
| Queena     | 鍾庭宇 | 2月5日   | 25   | 畢業於國立體育大學。2020年曾為富邦悍將啦啦隊Fubon Angels成員。2021年曾為T1聯盟台灣啤酒英熊專屬啦啦隊小調啤成員。2023年-2024年曾為T1聯盟臺北戰神專屬啦啦隊Taishin Wonders。2023年起同步為中華職棒味全龍專屬啦啦隊Dragon Beauties成員。                                                                         |                                      |
| 郭郭       | 郭韋彤 | 11月11日 | 1    | 曾為2022年伊林璀璨之星成員，曾為中華棒協啦啦隊CT Girls成員，曾為女子團體「無限少女」成員，現同步為未來少女黑曜精靈正式成員。2024年世界棒球12強賽啦啦隊Premier 12 STARS成員。 |                                      |
| 熊霓       | 熊霓   | 2月14日  | 22   | 專長是跳國標舞，曾參與香港荷花盃國際公開賽，並獲得16歲組及跨組21歲組拉丁舞第一名。現同步為中華職棒樂天桃猿啦啦隊Rakuten Girls成員。 |                                      |

### 離隊成員
| 名稱       | 本名         | 出生月日 | 背號   | 備註 | 來源                                 |
| ---------- | ------------ | -------- | ------ | --- | ------------------------------------ |
| 2020年加入 |              |          |        | |                                      |
| 薛蓓蓓     | 薛家珮       | 1月25日  | 不適用 | 國立台灣科技大學畢業。暱稱為「甜美系殺手」、「展場大魔王」。2020年12月10日於個人SNS上宣告因腰傷而退出團隊。 | [ 27 ] [ 28 ] [ 29 ] [ 30 ] [ 註 7 ] |
| 星岑       | 陳嘉玟       | 12月15日 | 不適用 | 曾為BUTYBABY蜜糖甜心品牌大使。現同步為中華職棒味全龍啦啦隊Dragon Beauties小龍女成員。 | [ 31 ]                               |
| 琪琪       | 劉怡琪       | 8月26日  | 不適用 | 樹德科技大學表演藝術學系畢業。2014年曾為義大犀牛啦啦隊犀睛女孩、2015年為統一7-ELEVEN獅Uni Girls及棒協所屬CT Girls。現同步為中華職棒味全龍啦啦隊Dragon Beauties小龍女成員。 |                                      |
| Leona      | 鄧芷芸       | 10月17日 | 不適用 | 銘傳大學華語文教學學系(桃園校區)畢業。專長為旁飛雁、朝天蹬、下腰倒立、劈腿等等。曾擔任選秀節目《菱格世代Dancing Diamond 52》踢館團成員 | [ 註 8 ] [ 32 ]                      |
| 黛咪       | 黃韻         | 9月8日   | 不適用 | 國立台灣藝術大學舞蹈學系畢業。曾擔任選秀節目《菱格世代Dancing Diamond 52 》踢館團成員。 | [ 33 ]                               |
| 米妮       | 闕鈺軒       | 7月27日  | 不適用 | 台北市立體育學院動態藝術學系。投影人Portal Arts 成員。現為一名DJ。 2022年起為臺灣男子職業籃球聯盟P. LEAGUE+新北國王的專屬啦啦隊Queens成員。 | [ 註 9 ]                             |
| Tomo       | 王怡蘋       | 12月1日  | 1      | 國立台灣藝術大學舞蹈學系畢業。曾獲選為2018柯夢波丹angel天使，並獲得人氣王。2020年同步加入Lcg Entertainment旗下女子團體L.C.G.勵齊女孩台北隊成員。 | [ 34 ] [ 35 ] [ 註 10 ]              |
| 子婷       | 徐子婷       | 6月22日  | 16     | 中華醫事科技大學五專部護理科畢業，插大考上台北市立大學運動藝術學系，主修模特兒。具有護理師執照，平時也會參加球賽擔任醫護人員。曾為凱渥第二屆夢幻之星前三十強，簽約進凱渥至2015年，2009年獲選Miss Taiwan台南觀光親善大使第六名，2019年獲得亞洲小姐（台灣賽區）最佳親和力獎。                                                                                         | [ 36 ] [ 37 ] [ 註 11 ]              |
| 2021年加入 |              |          |        | |                                      |
| 群群       | 卓立群       | 10月31日 | 不適用 | 國立台中女中及輔仁大學影像傳播學系畢業。現為中華職棒味全龍啦啦隊Dragon Beauties成員。 |                                      |
| 芷軒       | 陳芷軒       | 8月3日   | 不適用 | 僑光科大學生。曾為FILA推廣大使及第十屆校園潛力之星。2022-2023年為T1聯盟臺中太陽的專屬啦啦隊Shiny Girls成員。現為中華職棒樂天桃猿啦啦隊Rakuten Girls成員。 | [ 38 ]                               |
| 曼容       | 高曼容       | 2月17日  | 18     | 2020《菱格世代DD52》雪鑽石成員。2013年南投美人腿公主選拔第三名，2015年第十屆全球城市小姐台灣區第二名及最佳才藝獎，2017年第九屆台灣小姐冠軍，2017年世界華裔小姐最佳文化獎，2018年國際小姐台灣代表，2019年Miss Onelife全球總決賽10強及最佳媒體獎 ，2019年世界美顏小姐第四名及最佳才藝獎，2021年世界華人美后冠軍及最佳才藝獎。2023年起加入中信兄弟啦啦隊熱情姐妹成員。 | [ 39 ] [ 40 ]                        |
| 姍姍       | 張筠姍       | 10月21日 | 33     | 就讀台北市實踐大學企業管理學系，華岡藝校畢業。專長為啦啦舞蹈。2022-2024年為中華職棒統一7-ELEVEn獅啦啦隊Uni Girls成員。 |                                      |
| Wendy      | 葉昕爰       | 1月10日  | 7      | 華岡藝校畢業。2023年起加入中信兄弟啦啦隊熱情姐妹成員。 |                                      |
| 沛沛       | 徐沛容       | 5月30日  | 30     | 台北市立大學舞蹈學系畢業。 |                                      |
| 柔一       | 黃潔柔       | 1月13日  | 61     | 開南大學空運管理學系畢業。曾為中華專屬啦啦隊CT Girls成員，先前使用過藝名「柔伊」，並曾擔任中華職棒（CPBL）桃園國際棒球場的球僮。現為中華職棒統一7-ELEVEn獅啦啦隊Uni Girls成員。 | [ 41 ]                               |
| 瑟七       | 林沂玟       | 2月13日  | 47     | 嘉南藥理大學生活應用與保健系畢業。現同步為中華職棒統一7-ELEVEn獅啦啦隊Uni Girls成員。2025年亞洲盃資格賽啦啦隊成員。2026年世界棒球經典賽資格賽啦啦隊CT AMAZE成員。 |                                      |
| 璇璇       | 林佩璇       | 10月5日  | 15     | 國立陽明交通大學外文學系(新竹校區)畢業，國立竹北高中畢業。曾是高中儀隊，有三年相關經驗。2024年世界棒球12強賽啦啦隊Premier 12 STARS成員。 |                                      |
| 2022年加入 |              |          |        | |                                      |
| 君白       | 謝君白       | 7月14日  | 14     | 國立臺灣藝術大學舞蹈系學士及國立臺北藝術大學舞蹈學系碩士畢業。曾為卡丁車啦啦隊「浩星女孩」成員和臺南台鋼獵鷹啦啦隊Wings Girls成員。亦曾擔任過魅力特賣會網路廣告女主角，及Mizuno美津濃網路廣告女主角。擁有個人YT頻道Chunpai 裙襬搖搖。2019-2022年曾為中華職棒味全龍啦啦隊Dragon Beauties小龍女成員。2023年起加入中信兄弟啦啦隊熱情姐妹成員。                         | [ 註 12 ] [ 42 ]                     |
| 小U        |              | 5月10日  | 10     | 曾為超級籃球聯賽（SBL）高雄九太科技籃球隊專屬啦啦隊「Juicy Girls」（啾C女孩）成員。 |                                      |
| 闕闕       | 闕婉玲       | 4月13日  | 43     | 崇右影藝科技大學表演藝術系畢業。曾為女團「Girls Together」成員。2024年加入臺北台新戰神專屬啦啦隊Taishin Wonders成員。 | [ 43 ] [ 註 13 ]                     |
| 2023年加入 |              |          |        | |                                      |
| 宸宸       | 蔡衣宸       | 4月17日  | 57     | 伊林娛樂旗下成員。伊林璀璨之星第9屆花漾少女的亞軍。2024年加入中信兄弟Passion Sisters成為預備成員。 | [ 註 14 ] [ 註 15 ] [ 註 16 ]        |
| 斐棋       | 許斐棋       | 11月24日 | 11     | 紐約電影學院戲劇系。現同步為中華職棒統一7-ELEVEn獅啦啦隊Uni Girls成員。2024年世界棒球12強賽啦啦隊CT AMAZE成員。2026年世界棒球經典賽資格賽啦啦隊CT AMAZE成員。 |                                      |
| 玫瑰       | Bradee Brady | 2月2日   | 2      | 本名Bradee Brady，中譯名為白玫瑰。實踐大學智慧服務管理英語學士學位學程。 |                                      |
| 2024年加入 |              |          |        | |                                      |
| 紫晴       | 黃紫晴       | 4月10日  | 10     | 來自馬來西亞。 |                                      |

### 歷任隊長與副隊長
| 年份      | 隊長   | 副隊長 | 備註 |
| --------- | ------ | ------ | ---- |
| 2020-2021 | 不適用 | 不適用 |      |
| 2021-2022 | 曼容   | 不適用 |      |
| 2022-2023 | 曼容   | 不適用 |      |
| 2023-2024 | 霖霖   | 小映   |      |

## 備註
1. ↑  .   [2021-07-21]. （原始内容存档于2021-08-27）.
2. ↑  .   [2023-05-30]. （原始内容存档于2023-05-30）.
3. ↑  .   [2020-10-16]. （原始内容存档于2020-11-18）.
4. ↑  .   [2023-07-28]. （原始内容存档于2023-07-28）.
5. ↑  .   [2023-07-28]. （原始内容存档于2023-07-28）.
6. ↑  單獨出演
  - U2M2 《同學下課了》 EP.11 主持人[26]（2020年8月20日上傳）
7. ↑  個人SNS宣告退隊文
8. ↑  .   [2020-10-31]. （原始内容存档于2020-11-17）.
9. ↑  官方網站 （页面存档备份，存于）
10. ↑  .   [2020-11-15]. （原始内容存档于2021-01-01）.
11. ↑  官方FB公告
12. ↑  影片片段
13. ↑  女團《Girls Together》自我介紹
14. ↑  . 伊林娛樂.   [2025-02-19]. （原始内容存档于2025-04-24）.
15. ↑  .   [2023-07-28]. （原始内容存档于2023-07-28）.
16. ↑  .   [2023-07-28]. （原始内容存档于2023-07-28）.